# اشیا از آنچه در آینه می‌بینید به شما نزدیکترند
اشیا از آنچه در آینه می‌بینید به شما نزدیکترند فیلمی به کارگردانی نرگس آبیار و تهیه کنندگی محمدحسین قاسمی محصول سال ۱۳۹۱ است.
این فیلم در تاریخ ۱۵ مرداد ۱۳۹۴ در سینماهای ایران اکران شده و در تاریخ ۲۳ آبان ۱۳۹۷ وارد شبکه نمایش خانگی شده‌است.

## بازیگران
- گلاره عباسی
- حسام بیگدلو
- رامسین کبریتی
- امیر غفارمنش
- فاطمه شکری
- گیتی معینی
- ساقی زینتی
- مهران رجبی